# Earl of Eltham
Earl of Eltham war ein erblicher britischer Adelstitel, der je einmal in der Peerage of Great Britain und einmal in der Peerage of the United Kingdom an Angehörige der britischen Königsfamilie verliehen wurde. Er ist nach Eltham, einem Stadtteil des Royal Borough of Greenwich benannt.

## Verleihung
Der Titel wurde erstmals am 26. Juli 1726 in der Peerage of Great Britain für den Friedrich Ludwig von Hannover, den Sohn und Erben des späteren Königs Georg II. geschaffen. Der Titel wurde ihm als nachgeordneter Titel zusammen mit den Titeln Duke of Edinburgh, Marquess of the Isle of Ely, Viscount Launceston und Baron Snowdon verliehen. Als sein Vater 1727 König wurde, erhielt er auch den Titel Prince of Wales. Sein Sohn George erbte die Titel bei seinem Tod 1751. Als dieser 1760 als Georg III. König wurde erloschen die Titel durch Verschmelzen mit der Krone.
In zweiter Verleihung wurde der Titel am 16. Juli 1917 in der Peerage of the United Kingdom für Adolphus, Herzog von Teck, Bruder der Königin Mary geschaffen, der hierfür seine deutschen Adelstitel aufgab und den Nachnamen Cambridge annahm. Der Titel wurde zusammen mit dem Titel Viscount Northallerton als nachgeordneter Titel des gleichzeitig verliehenen Titels Marquess of Cambridge geschaffen. Die Titel erloschen als sein Sohn George Cambridge, 2. Marquess of Cambridge 1981 starb, ohne männliche Nachkommen zu hinterlassen.

## Liste der Earls of Eltham

### Earls of Eltham, erste Verleihung (1726)
- Frederick Louis, Prince of Wales, 1. Earl of Eltham (1707–1751)
- George, Prince of Wales, 2. Earl of Eltham (1738–1820) (Titel 1760 mit der Krone verschmolzen)

### Earls of Eltham, zweite Verleihung (1917)
- Adolphus Cambridge, 1. Marquess of Cambridge, 1. Earl of Eltham (1868–1927)
- George Cambridge, 2. Marquess of Cambridge, 2. Earl of Eltham (1895–1981)